# Cambaroides
Cambaroides (лат.) — род десятиногих раков из семейства Cambaridae. Насчитывают четыре вида, которые распространены в пресных водоёмах Дальнего Востока: в Монголии, Китае, Японии, на Корейском полуострове и на юге Дальнего Востока России.

## Таксономия
Традиционно в составе рода рассматривают четыре вида. В двух из них советские гидробиологи Я. А. Бирштейн и Л. Г. Виноградов в 1934 году описали подвиды:
- Cambaroides dauricus (Pallas, 1773) — даурский рак:
  - Cambaroides dauricus dauricus (Pallas, 1773) — номинативный подвид даурского рака;
  - Cambaroides dauricus sachalinensis Birstein et Winogradow, 1934 — сахалинский рак;
  - Cambaroides dauricus wladiwostokensis Birstein et Winogradow, 1934 — владивостокский рак;
- Cambaroides schrenckii (Kessler, 1874) — рак Шренка:
  - Cambaroides schrenckii schrenckii (Kessler, 1874) — номинативный подвид рака Шренка;
  - Cambaroides schrenckii koshewnikowi Birstein et Winogradow, 1934 — рак Кожевникова.

Эти представления существовали вплоть до ревизии, проведённой в 1995 году Я. И. Старобогатовым, который предложил придать видовой статус всем подвидам даурского рака и рака Шренка. Более позднее исследование, предпринятое исследователями из Кореи и Японии, выявило непригодность определительного ключа, предложенного Старобогатовым, и несостоятельность подобной классификации. Авторы также поставили под сомнение и наличие внутривидового деления этих двух видов.